# Zakhar Kalaixov
Zakhari Kniazevitx Kalaixov (en rus: Заха́рий Кня́зевич Калашо́в), conegut també amb el sobrenom de Shakro Molodoy o Young Shakro (Шакро Молодой), és un dels caps de les màfies post-soviètiques. D'ètnia kurda Iazidí, va néixer a Tiblisi l'any 1953.
De la seva joventut se sap que l'any 1971 ja era considerat un membre influent del crim organitzat georgià, i va rebre condemnes per la seva implicació en diversos delictes els anys 1971, 1975, 1979. 1980 i 1985. Va establir-se a Moscou, arribant a ser un membre destacat de l'organització Sólntsevskaia, i durant la dècada del 1990 va fer coneixença de destacats Vor v zakone com Aslan Usoian o Viatxeslav Ivankov. Va ser objecte de diversos intents d'assassinat, atribuïts a l'enemistat que mantenia amb Sergei Mikhailovitx Aksionov, que dirigia l'organització Izmaïlovskaia, fets que s'assenyalen com a suposada causa de la seva marxa de Moscou i establiment a Espanya. En territori espanyol, es va establir en una mansió a Oriola, i va liderar junt amb Tariel Oniani una organització dedicada al blanqueig de capitals provinents d'activitats del crim organitzat. Tot i que el 2005 va poder fugir de l'Operació Vespa, que va desarticular aquest entramat, va ser detingut a Dubai el 2006 a petició de la Interpol, i extradit a Espanya en un trasllat que va ser escortat per dos caces militars, El juny de 2010 va ser condemnat per l'Audiència Nacional a set anys i mig de presó, i a pagar una multa de 20 milions d'euros, per un delicte de blanqueig de capitals, però el va absoldre d'associació íl·licita. El Tribunal Suprem va augmentar la condemna a nou anys, al considerar provada la seva condició de dirigent de l'organització. Després d'estar empresonat set anys, va ser extradit a Rússia l'any 2014.
La rellevància de la figura de Kalaixov en el crim organitzat transnacional s'ha posat de manifest en diferents informacions. Segons explicava l'advocat i politòleg Aleksei Binetski, Kalaixov tenia una participació destacada a Lukoil, una de les més grans companyies petrolieres russes, diversos casinos a Moscou i propietats immobiliàries per un valor superior als 7,5 milions d'euros. També José Grinda, fiscal anticorrupció espanyol, hauria explicat que Kalaixov va treballar amb la intel·ligència militar russa per vendre armes als kurds per tal de desestabilitzar Turquia. Segons algunes informacions, el retorn a Rússia de Kalaixov el situaria com el màxim superior jeràrquic de la màfia russa, després del buit que va deixar l'assassinat d'Aslan Usoian l'any 2013.
Kalaixov va ser detingut a Moscou el 12 de juliol de 2016 com a conseqüència de la investigació iniciada després d'un tiroteig que va deixar dues persones mortes el desembre de 2015, i va ser acusat d'extorsionar el propietari d'un restaurant. El 2018 va ser condemnat a 9 anys i 10 mesos de presó.